# Дзвін (пілотаж)
Дзвін, в багатьох країнах відома як «тейлслайд» (англ. tailslide — «хвостове ковзання, хвостове сповзання») — фігура вищого пілотажу, при якій літак переводиться у вертикальний набір висоти з подальшим гасінням швидкості до практично повної зупинки. Після того, як тяга стає нульовою, за рахунок добре скомпонованих аеродинамічних якостей, літак починає «провалюватися» вниз у вертикальному положенні, дотримуючись горизонтальну площину. Швидкість при цьому має незначну негативну величину щодо напрямку носа літака. Унікальне компонування аеродинаміки і двигунів дозволяє змінювати вектор тяги літака, з подальшим опусканням носової частини в горизонтальну площину. Траєкторія польоту літака при виконанні цієї фігури пілотажу схожа з обрисом дзвона.
Практична значимість цієї фігури в бою полягає в тому, що на час проходження нульової швидкості літак стає непомітним для доплерівських радарів і головок ракет із радіолокаційним наведенням на ціль.
Також використовується при роботі по поверхні для гасіння швидкості і подальшого прицілювання. 
Тривалий час «дзвін» вважався фігурою, доступною тільки гвинтовим літакам, оскільки більшість реактивних двигунів не можуть працювати на великих кутах атаки. Вперше фігура була публічно виконана на турбореактивному літаку МіГ-29 льотчиком-випробувачем Анатолієм Квочуром у 1988 році на авіасалоні в англійському Фарнборо. Першими реактивними літаками, що зуміли виконати «дзвін», стали радянські винищувачі Су-27 і МіГ-29. У даний час ця фігура також виконується і американськими винищувачами F-16, F/A-18.